# ISO 3166-1 alfa-3
ISO 3166-1 alfa-3 são os códigos de três-letras Código de país definido em ISO 3166-1, parte do padrão ISO 3166 publicado pela Organização Internacional para Padronização (ISO), para representar países, territórios dependentes, e zonas especiais de interesse geográfico. Eles permitem uma melhor visualização da associação entre os códigos e nomes dos países do que os códigos de duas letras alfa-2. Eles foram incluídos na primeira parte da norma ISO 3166 em sua primeira edição em 1974.
Os códigos da norma ISO 3166-1 alfa-3 são utilizados mais proeminente na norma ISO/IEC 7501-1 para machine-readable passports, com uma série de códigos adicionais para passaportes especiais. Para estes códigos adicionais, consulte a secção 

## Códigos atuais

### Elementos de código destinados oficialmente
O seguinte é uma lista completa dos atuais códigos ISO 3166-1 alfa-3 atribuído oficialmente, com os nomes curtos de países em inglês, nomes de países oficialmente utilizados pelo ISO 3166 Maintenance Agency (ISO 3166/MA):
- ABW Aruba
- AFG Afeganistão
- AGO Angola
- AIA Anguila
- ALA Ilhas Åland
- ALB Albânia
- AND Andorra
- ANT Antilhas Holandesas
- ARE Emirados Árabes Unidos
- ARG Argentina
- ARM Armênia
- ASM Samoa Americana
- ATA Antártida
- ATF Terras Austrais e Antárticas Francesas
- ATG Antígua e Barbuda
- AUS Austrália
- AUT Áustria
- AZE Azerbaijão
- BDI Burundi
- BEL Bélgica
- BEN Benim
- BFA Burquina Fasso
- BGD Bangladesh
- BGR Bulgária
- BHR Bahrein
- BHS Bahamas
- BIH Bósnia e Herzegovina
- BLM São Bartolomeu
- BLR Bielorrússia
- BLZ Belize
- BMU Bermudas
- BOL Bolívia
- BRA Brasil
- BRB Barbados
- BRN Brunei
- BTN Butão
- BVT Ilha Bouvet
- BWA Botswana
- CAF República Centro-Africana
- CAN Canadá
- CCK Ilhas Cocos (Keeling)
- CHE Suíça
- CHL Chile
- CHN China
- CIV Costa do Marfim
- CMR Camarões
- COD República Democrática do Congo
- COG República do Congo
- COK Ilhas Cook
- COL Colômbia
- COM Comores
- CPV Cabo Verde
- CRI Costa Rica
- CUB Cuba
- CUW Curaçau
- CXR Ilha do Natal
- CYM Ilhas Caimã
- CYP Chipre
- CZE Chéquia
- DEU Alemanha
- DJI Djibuti
- DMA Dominica
- DNK Dinamarca
- DOM República Dominicana
- DZA Argélia
- ECU Equador
- EGY Egito
- ERI Eritreia
- ESH Saara Ocidental
- ESP Espanha
- EST Estónia
- ETH Etiópia
- FIN Finlândia
- FJI Fiji
- FLK Ilhas Malvinas
- FRA França
- FRO Ilhas Feroé
- FSM Estados Federados da Micronésia
- GAB Gabão
- GBR Reino Unido
- GEO Geórgia
- GGY Guernsey
- GHA Gana
- GIB Gibraltar
- GIN Guiné
- GLP Guadalupe
- GMB Gâmbia
- GNB Guiné-Bissau
- GNQ Guiné Equatorial
- GRC Grécia
- GRD Granada
- GRL Gronelândia
- GTM Guatemala
- GUF Guiana Francesa
- GUM Guam
- GUY Guiana
- HKG Hong Kong
- HMD Ilha Heard e Ilhas McDonald
- HND Honduras
- HRV Croácia
- HTI Haiti
- HUN Hungria
- IDN Indonésia
- IMN Ilha de Man
- IND Índia
- IOT Território Britânico do Oceano Índico
- IRL Irlanda
- IRN Irão
- IRQ Iraque
- ISL Islândia
- ISR Israel
- ITA Itália
- JAM Jamaica
- JEY Jersey
- JOR Jordânia
- JPN Japão
- KAZ Cazaquistão
- KEN Quênia
- KGZ Quirguistão
- KHM Camboja
- KIR Kiribati
- KNA São Cristóvão e Neves
- KOR Coreia do Sul
- KWT Kuwait
- LAO Laos
- LBN Líbano
- LBR Libéria
- LBY Líbia
- LCA Santa Lúcia
- LIE Liechtenstein
- LKA Sri Lanka
- LSO Lesoto
- LTU Lituânia
- LUX Luxemburgo
- LVA Letônia
- MAC Macau
- MAF São Martinho
- MAR Marrocos
- MCO Mónaco
- MDA Moldávia
- MDG Madagáscar
- MDV Maldivas
- MEX México
- MHL Ilhas Marshall
- MKD Macedônia do Norte
- MLI Mali
- MLT Malta
- MMR Myanmar
- MNE Montenegro
- MNG Mongólia
- MNP Marianas Setentrionais
- MOZ Moçambique
- MRT Mauritânia
- MSR Monserrate
- MTQ Martinica
- MUS Ilhas Maurícias
- MWI Malawi
- MYS Malásia
- MYT Mayotte
- NAM Namíbia
- NCL Nova Caledônia
- NER Níger
- NFK Ilha Norfolk
- NGA Nigéria
- NIC Nicarágua
- NIU Niue
- NLD Países Baixos
- NOR Noruega
- NPL Nepal
- NRU Nauru
- NZL Nova Zelândia
- OMN Omã
- PAK Paquistão
- PAN Panamá
- PCN Pitcairn
- PER Peru
- PHL Filipinas
- PLW Palau
- PNG Papua-Nova Guiné
- POL Polónia
- PRI Porto Rico
- PRK Coreia do Norte
- PRT Portugal
- PRY Paraguai
- PSE Palestina
- PYF Polinésia Francesa
- QAT Catar
- REU Reunião
- ROU Roménia
- RUS Rússia
- RWA Ruanda
- SAU Arábia Saudita
- SDN Sudão
- SEN Senegal
- SGP Singapura
- SGS Ilhas Geórgia do Sul e Sandwich do Sul
- SHN Santa Helena, Ascensão e Tristão da Cunha
- SJM Svalbard e Jan Mayen
- SLB Ilhas Salomão
- SLE Serra Leoa
- SLV El Salvador
- SMR San Marino
- SOM Somália
- SPM São Pedro e Miquelão
- SRB Sérvia
- STP São Tomé e Príncipe
- SUR Suriname
- SVK Eslováquia
- SVN Eslovênia
- SWE Suécia
- SWZ Essuatíni
- SYC Seicheles
- SYR Síria
- TCA Turcas e Caicos
- TCD Chade
- TGO Togo
- THA Tailândia
- TJK Tajiquistão
- TKL Toquelau
- TKM Turquemenistão
- TLS Timor-Leste
- TON Tonga
- TTO Trindade e Tobago
- TUN Tunísia
- TUR Turquia
- TUV Tuvalu
- TWN Taiwan
- TZA Tanzânia
- UGA Uganda
- UKR Ucrânia
- UMI Ilhas Menores Distantes dos Estados Unidos
- URY Uruguai
- USA Estados Unidos
- UZB Uzbequistão
- VAT Vaticano
- VCT São Vicente e Granadinas
- VEN Venezuela
- VGB Ilhas Virgens Britânicas
- VIR Ilhas Virgens Americanas
- VNM Vietname
- VUT Vanuatu
- WLF Wallis e Futuna
- WSM Samoa
- YEM Iêmen
- ZAF África do Sul
- ZMB Zâmbia
- ZWE Zimbabwe